# Catena Yuri
Catena Yuri – łańcuch kraterów na powierzchni Księżyca, o długości 5 km. Jego współrzędne selenograficzne to 24,24°N; 30,24°W.
Catenę nazwano od męskiego imienia rosyjskiego, nazwa została zatwierdzona przez Międzynarodową Unię Astronomiczną w roku 1976.